# Satarupa
Satarupa is een geslacht van vlinders van de familie dikkopjes (Hesperiidae), uit de onderfamilie Pyrginae.

## Soorten
- S. formosibia Strand, 1927
- S. gopala Moore, 1865
- S. monbeigi Oberthür, 1921
- S. nymphalis (Speyer, 1879)
- S. splendens Tytler, 1915
- S. valentini Oberthür, 1921
- S. zulla Tytler, 1915